# Wars of the Roses
Albums de Ulver
Shadows of the Sun
(2007)
Wars of the Roses est le dixième album studio du groupe norvégien Ulver, sorti en avril 2011.

## Liste des pistes
| No | Titre            | Durée |
| -- | ---------------- | ----- |
| 1. | February MMX     | 4:11  |
| 2. | Norwegian Gothic | 3:37  |
| 3. | Providence       | 8:10  |
| 4. | September IV     | 4:39  |
| 5. | England          | 4:09  |
| 6. | Island           | 5:47  |
| 7. | Stone Angels     | 14:56 |